# 苏发努冯
苏发努冯亲王（1909年7月13日—1995年1月9日），老挝人民民主共和国和老挝人民革命党及老挝人民军主要缔造者和领导人之一，首任老挝国家主席（1975年－1991年），巴特寮革命運動領導人，被称为“红色亲王”。

## 生平
苏发努冯生于琅勃拉邦王族家庭，父亲是老挝副王马哈乌巴拉·汶孔亲王。兄长佩差拉亲王是老挝最后一个副王，后来担任老挝首相的梭发那·富马亲王是他的同父異母兄弟。苏发努冯早年被兄长佩差拉亲王送到法国巴黎大学留学，學習土木工程，毕业后在波尔多和勒阿弗尔的码头上工作。1938年他到越南工作，修築橋樑和道路。1945年苏发努冯回到老挝，组织抗战，出任老挝临时独立政府国防和外交部长兼武装部队总司令。二战结束后，他又组织抗法运动，1950年建立了左翼民族主义集团——巴特寮（戰鬥寮），与越盟联合抗击法国殖民军队，他任战线中央委员会主席和政府总理。
1955年苏发努冯加入老挝人民党（1972年改称老挝人民革命党），1956年苏发努冯以爱国战线主席身份参加梭发那·富马亲王的第一次联合政府，任经济计划大臣，1958年7月苏发努冯被排除出内阁，并受到软禁，1960年初富米·诺萨万发动军事政变，苏发努冯被关入狱。1960年5月苏发努冯越狱回到巴特寮根据地。
1962年苏发努冯再次任富马第二次联合政府中的副首相兼经济计划大臣，1972年他当选为老挝人民革命党中央政治局委员。1974年在富馬第三次联合政府中任民族政治联合委员会主席。
1975年12月2日老挝人民民主共和国成立，苏发努冯任国家主席和最高人民议会主席到1986年10月。1979年老挝爱国战线改为建国战线时仍担任主席职务。1982年、1986年老挝人民革命党第三次、第四次全国代表大会召开，他再次当选为党中央执行委员会和政治局委员。

## 逝世与纪念
1995年1月9日逝世，享年85岁。葬在永珍萨亚尼区的国立革命公墓。
现今老挝琅勃拉邦省有以他命名的苏发努冯大学，建于2003年，为老挝三所重点大学之一。